# Sadi Gent
Sadi Gent (* in Berlin, bürgerlich David Sadighi) ist ein deutscher Rapper aus Berlin.

## Leben
Sadighi wurde in Berlin-Steglitz geboren und verbrachte dort seine Kindheit. Später zog er nach Berlin-Kreuzberg um. Zuvor lebte er, da er als freischaffender Künstler kaum Chancen auf eine Wohnung hatte, bei seinem Rapper-Kollegen Mo, der ihn im Wintergarten auf dem Sofa schlafen ließ. Erst mit der Veröffentlichung seiner ersten Alben erleichterten ihm seine finanziellen Möglichkeiten die Wohnungssuche. Seine musikalische Karriere begann beeinflusst von 2Pac, Biggie Smalls und Immortal Technique im Jahr 2010 mit der am 8. März erschienenen EP Sadi Gent Raps. Diese war für lange Zeit kostenlos herunterladbar.
Über YouTube-Videos erlangte er vermehrte Bekanntheit in der Hip-Hop-Szene, was ihm den Veröffentlichungsstart seines Debüt-Albums Bis Dato, das am 30. August 2013 erschien, erleichterte. Wirklich Anklang fand es allerdings nicht und so galt Gent vor allem als Insider. 2015 veröffentlichte er Mintgold. Das Album stieg direkt auf Platz 34 der deutschen Albumcharts ein.
Seine Musik thematisiert vor allem Selbstzweifel und Sinnsuche. Für die bekannteren Rapper Alligatoah, RAF 3.0 und Curse trat er auf Tour als Supporting-Act auf.

## Diskografie
- 2010: Sadi Gent Raps (EP)
- 2011: Alte Zeiten Alte Hits (mit PTK)
- 2013: Bis Dato
- 2015: Mintgold
- 2016: Off EP (mit MO! und Yanicar)
- 2020: XO_Planet